# Сі-Кліфф (Нью-Йорк)
Сі-Кліфф (англ. Sea Cliff) — селище (англ. village) в США, в окрузі Нассау штату Нью-Йорк. Населення — 5062 особи (2020).

## Географія
Сі-Кліфф розташоване за координатами 40°50′46″ пн. ш. 73°39′1″ зх. д. / 40.84611° пн. ш. 73.65028° зх. д. (40.846161, -73.650382).  За даними Бюро перепису населення США в 2010 році селище мало площу 5,08 км², з яких 2,89 км² — суходіл та 2,19 км² — водойми.

## Демографія
Згідно з переписом 2010 року, у селищі мешкало 4995 осіб у 1960 домогосподарствах у складі 1325 родин. Густота населення становила 983 особи/км².  Було 2049 помешкань (403/км²).
Расовий склад населення:
| - 92,8 % — білих - 2,4 % — чорних або афроамериканців - 1,9 % — азіатів - 0,1 % — корінних американців - 1,5 % — осіб інших рас |

До двох чи більше рас належало 1,4 %. Частка іспаномовних становила 6,8 % від усіх жителів.
За віковим діапазоном населення розподілялося таким чином: 24,0 % — особи молодші 18 років, 61,8 % — особи у віці 18—64 років, 14,2 % — особи у віці 65 років та старші. Медіана віку мешканця становила 44,6 року. На 100 осіб жіночої статі у селищі припадало 94,0 чоловіків;  на 100 жінок у віці від 18 років та старших — 89,4 чоловіків також старших 18 років.
Середній дохід на одне домашнє господарство  становив 148 492 долари США (медіана — 110 997), а середній дохід на одну сім'ю — 170 578 доларів (медіана — 135 577). Медіана доходів становила 80 054 долари для чоловіків та 66 667 доларів для жінок. За межею бідності перебувало 4,8 % осіб, у тому числі 2,5 % дітей у віці до 18 років та 3,1 % осіб у віці 65 років та старших.
Цивільне працевлаштоване населення становило 2630 осіб. Основні галузі зайнятості: освіта, охорона здоров'я та соціальна допомога — 32,5 %, фінанси, страхування та нерухомість — 10,8 %, науковці, спеціалісти, менеджери — 10,7 %.

## Відомі мешканці
- Образцов Микола Сергійович - український та американський ентомолог, помер тут.